# Stazione di Kiyose
La stazione di Kiyose (清瀬駅?, Kiyose-eki) è una stazione ferroviaria situata nell'area metropolitana di Tokyo, e precisamente nella città di Kiyose. Essa è servita dalla linea Seibu Ikebukuro delle Ferrovie Seibu, e dista 19,6 km di distanza dal capolinea di Ikebukuro.

## Linee
Ferrovie Seibu
● Linea Seibu Ikebukuro

## Struttura
La stazione possiede due marciapiedi a isola con quattro binari passanti in superficie. Il fabbricato viaggiatori è sopraelevato, e collegato alle banchine da ascensori, scale fisse e mobili.
| 1-2 | per Nerima e: - Shin-Kiba via Linea Yūrakuchō - Ikebukuro e Shibuya via Linea Fukutoshin (prosecuzione per Yokohama via linea Tōkyū Tōyoko) | ● Linea Seibu Ikebukuro                |
| 3-4 | ● Linea Seibu Ikebukuro | per Tokorozawa, Hannō e Seibu Chichibu |

## Stazioni adiacenti
| «                     | Servizio              | »                     |
| Linea Seibu Ikebukuro | Linea Seibu Ikebukuro | Linea Seibu Ikebukuro |
| --------------------- | --------------------- | --------------------- |
| Higashi-Kurume        | Locale                | Akitsu                |
| Higashi-Kurume        | Semiespresso          | Akitsu                |
| Higashi-Kurume        | Semiesp. pendolari    | Akitsu                |
| Higashi-Kurume        | Rapido                | Akitsu                |
| Transito              | Espr. pendolari       | Transito              |
| Transito              | Rapido Espresso       | Transito              |
| Transito              | Espresso              | Transito              |